# ستايسي غليك
ستايسي غليك (بالإنجليزية: Stacey Glick)‏ هي ممثلة أمريكية، ولدت في 29 ديسمبر 1971 في بروكلين في الولايات المتحدة.

## وصلات خارجية
- ستايسي غليك على موقع IMDb (الإنجليزية)
- ستايسي غليك على موقع قاعدة بيانات الفيلم (الإنجليزية)